# Cinéma vénézuélien

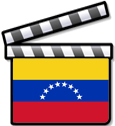
Un clap aux couleurs du drapeau vénézuélien.

Le cinéma vénézuélien, au sens large, rassemble les productions cinématographiques réalisées en Venezuela ou considérées comme étant vénézuéliennes pour diverses raisons. Tournés majoritairement en espagnol et s'inscrivant de ce fait dans le cinéma latino-américain, les films vénézuéliens ont remporté de nombreux prix, notamment la Caméra d'or au Festival de Cannes pour Oriane (1985) de Fina Torres, le Lion d'or à la Mostra de Venise pour Les Amants de Caracas (2015) de Lorenzo Vigas, la Coquille d'or au Festival de San Sebastian pour Pelo malo, cheveux rebelles (2013) de Mariana Rondón, ainsi que de nombreuses autres récompenses internationales : Prix FIPRESCI, Grand prix technique, Prix Goya, au Festival de Cannes, au Festival du film de Moscou ou au Festival international du nouveau cinéma latino-américain de La Havane, entre autres.
Les films ayant enregistré le plus grand nombre d'entrées du cinéma vénézuélien sont The Exorcism of God (2022), d'Alejandro Hidalgo (es) (2,1 millions de spectateurs à l'échelle internationale),, Papita, maní, tostón (2013) de Luis Carlos Hueck (es) (2 millions), Homicidio culposo (es) (1984) de César Bolívar (es) (1,3 million), Macu, la mujer del policía (es) (1987) de Solveig Hoogesteijn (es) (1,1 million), Papita 2da base (2017) de Luis Carlos Hueck (1 million) et Secuestro express (2005) de Jonathan Jakubowicz (900 000).
Parmi les classiques du cinéma vénézuélien figurent des films tels que El pez que fuma (1977) de Román Chalbaud, País portátil (es) (1979) d'Iván Feo, Araya (1959) de Margot Benacerraf, Petite Revanche (es) (1985) d'Olegario Barrera, La casa de agua (es) (1983) de Jacobo Penzo, La escalinata (es) (1950) de César Enriquez et L'Escale du désir (1950) de Carlos Hugo Christensen,.

## Histoire

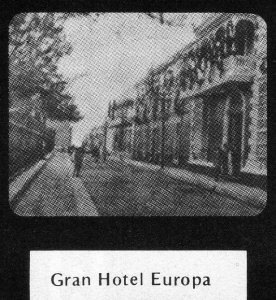
Une scène du premier film vénézuélien : Un célebre especialista sacando muelas en el Gran Hotel Europa (« Un célèbre spécialiste de l'arrachage de dents au Gran Hotel Europa », 1897).

### Années 1890 et 1900: les tout débuts
Les premiers films réalisés au Venezuela sont projetés pour la première fois le 28 janvier 1897, au teatro Baralt de Maracaibo,. L'appareil utilisé est le Vitascope de Thomas Edison, acquis par Luis Manuel Méndez à New York. Méndez a engagé Manuel Trujillo Durán (es) pour faire fonctionner l'appareil. Les premiers films réalisés au Venezuela sont : Un célebre especialista sacando muelas en el Gran Hotel Europa, et Muchachos bañándose en laguna de Maracaibo ; tous deux ont été projetés pour la première fois le 28 janvier 1897, au théâtre Baralt de Maracaibo, et leur production a été attribuée à Manuel Trujillo Durán lui-même. La même année, d'autres pionniers du cinéma tels que Ricardo Rouffet et Carlos Ruiz Chapellín ont réalisé quelques courts métrages dans la ville de Caracas.

### Années 1910 et 1920: les premiers longs métrages

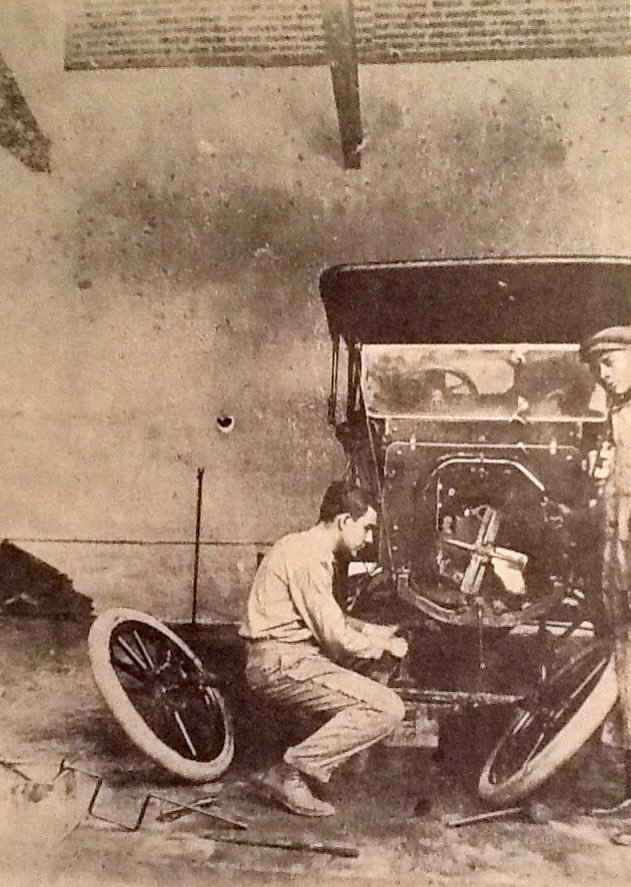
Le cinéaste en 1914.

En 1916, Enrique Zimmerman et Lucas Manzano (es) réalisent le premier long métrage de fiction enregistré : La Dama de las Cayenas o pasión y Muerte de Margarita Gutiérrez. Huit ans plus tard, en 1924, Edgar J. Anzola (es) et Jacobo Carpiles tournent La Trepadora, une adaptation du roman éponyme de Rómulo Gallegos.
Vers la fin des années 1920, l'activité cinématographique reprend lorsque le président Juan Vicente Gómez installe les Laboratorios Nacionales du ministère des Travaux publics dans la ville de Maracay. De même, à Barquisimeto, Amábilis Cordero (es) a fondé les Estudios Cinematográficos Lara. Avec la sortie de divers films d'actualité et de magazines, le cinéma national commence à être vu régulièrement sur les écrans du pays.

### Années 1930 et 1940: les films parlants

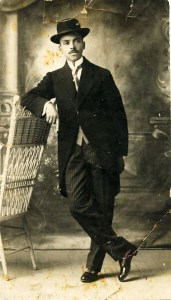
Le cinéaste.

En 1931, les Laboratorios Nacionales ont fait quelques tentatives de sonorisation avec le film La venus de Nácar (1931) réalisé par Efraín Gómez et dont la première a eu lieu au Teatro Ateneo de Maracay (es). Gómez a également assuré la sonorisation du film d'animation La danza de los esqueletos (1934) de Herbert Weisz. Mais ce n'est qu'en 1938, avec la sortie du court métrage Taboga, que l'on peut véritablement parler de films sonores au Venezuela. Le premier long métrage sonore du pays est El rompimiento, d'Antonio Delgado Gómez,.
En 1935, le film Joropo, avec Lorenzo Herrera (es), introduit ce genre musical au cinéma et est bien accueilli par le public. Produit par un groupe de Vénézuéliens résidant à New York, sous la direction d'Horacio Cabrera Sifontes (es), et filmé dans cette ville, il se déroule dans les plaines vénézuéliennes. Sa séquence finale montre tous les personnages en tenue de soirée, dansant le joropo dans le grand hall du Waldorf-Astoria, considéré à l'époque comme l'un des hôtels les plus luxueux du monde.
En 1938, le romancier Rómulo Gallegos crée les Estudios Ávila dans la ville de Caracas, la première entreprise cinématographique du pays avec des aspirations culturelles et commerciales pour produire de la propagande institutionnelle par le biais du cinéma.
Au début des années 1940, Luis Guillermo Villegas Blanco crée officiellement la société Bolívar Films (es), qui commence à nouer des alliances stratégiques avec le Mexicain Rodolfo Espino et l'Argentin Lino Veluvirretti pour produire des longs métrages dans un cadre industriel. En 1941, Rafael Rivero Oramas réalise le long métrage néoréaliste Juan de la Calle pour Estudios Ávila.
De cette période, on retiendra quelques coproductions avec le Mexique et l'Argentine, comme La muerte camina en la lluvia (es) (1948) de Carlos Hugo Christensen, Fascinación (1949) de Carlos Schlieper, El ametralladora (es) (1943) de Jaime L. Robles, ou La trepadora (1944) de Gilberto Martínez Solares.

### Années 1950 et 1960: la mise en place de l'industrie cinématographique
En 1950, César Enriquez (es) réalise La escalinata (es) et Bolívar Films (es) produit L'Escale du désir de Carlos Hugo Christensen, qui remporte le prix de la meilleure photographie lors de la quatrième édition du Festival de Cannes en 1951. El demonio es un ángel (es) date également de cette année-là. En 1951 sortent Yo quiero una mujer así (es) de Juan Carlos Thorry, Venezuela también canta de Fernando Cortés (es), Seis meses de vida (es) de Víctor Urruchúa (es) et Flor del campo de José Giaccardi, Territoire vert (es) d'Ariel Severino (es) et Horacio Peterson (es) en 1952, Lumière sur la lande de Víctor Urruchúa en 1953, Al sur de Margarita de Napoleón Ordosgoiti en 1954, et Papalepe (es) d'Antonio Graciani en 1956. Ces films représentent les premiers efforts pour établir une solide industrie cinématographique nationale.
Cette période est également marquée par des coproductions avec le Mexique, l'Espagne, l'Argentine, Cuba et Porto Rico, entre autres, grâce à des sociétés de production telles que Salvador Cárcel CA, Tropical Films et Bolívar Films, dont La Couronne noire de Luis Saslavsky, Doña Perfecta (es) d'Alejandro Galindo et L'Hermine noire (es) de Carlos Hugo Christensen.
Le cinéaste italien Elia Marcelli (it) est engagé par la société Unidad Fílmica Shell au Venezuela pour tourner une série de documentaires sur l'héritage artistique et culturel vénézuélien. En 1958, Marcelli remporte le prix international Cantaclaro pour le documentaire Llano adentro.
Caín adolescente (es), sorti en 1959, est le premier film de Román Chalbaud, d'après sa pièce de théâtre éponyme. En 1959, le documentaire Araya de Margot Benacerraf a remporté le prix FIPRESCI du Festival de Cannes (partagé avec Hiroshima, mon amour d'Alain Resnais), la plus grande reconnaissance obtenue par un film vénézuélien jusqu'alors.
En 1962, Marcelli réalise Séptimo paralelo, un long métrage dénonçant la situation des Indiens Yaruro dans le río Arauca et l'Orénoque, qui connaîtra un grand succès en Amérique latine en promouvant des campagnes de protection des ethnies les plus vulnérables en Amazonie.

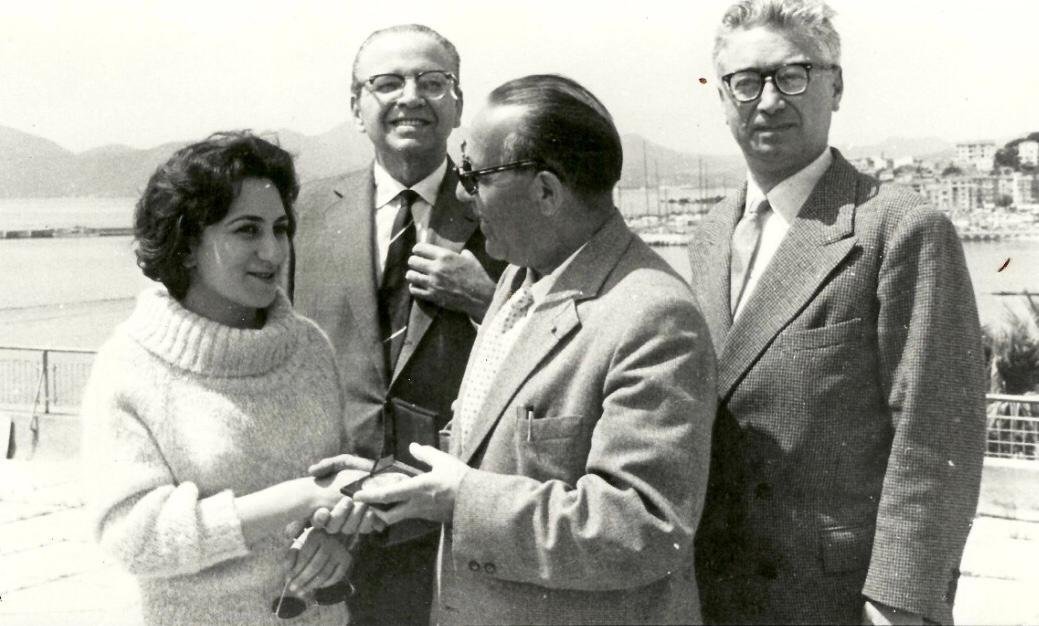
La cinéaste Margot Benacerraf et l'écrivain et diplomate Mariano Picón Salas avec les membres du jury FIPRESCI du Festival de Cannes 1959.

En 1963, Román Chalbaud réalise Cuentos para mayores (es) et en 1964, Clemente de la Cerda (es) réalise ses premiers longs métrages : Isla de sal (es) et El rostro oculto.
En 1965, Mauricio Odremán (es) (qui avait déjà travaillé pour Clemente de la Cerda en tant que scénariste) sort son film EFPEUM (es). Ce film, qui peut être considéré comme le premier film de science-fiction vénézuélien, est né prématurément dans un Venezuela qui était plus habitué au réalisme et qui commençait tout juste à accepter le réalisme magique comme élément de la culture vénézuélienne. Le cinéaste commente ce qui est arrivé à son film dans son roman fantastique El día que todo hace Paff (1973) :
« ...En esos días terminé el rodaje de la película de ciencia-ficción. Cuando la estrenaron, en ese recinto siniestro llamado Cinemateca, no asistí en presencia física, pero desdoblado y desde el astral procuré escuchar los comentarios. - "la Película más loca del año"- dijeron algunos, pero nadie comprendió el asunto del arquitecto con su Estructura-funcional-para-Encontrarse-uno-Mismo. Todo el mundo se rio a carcajadas y al parecer, los espectadores se divirtieron mucho, de lo lindo; mi intención no había sido realizar un film cómico, pero así resultó y eso era el éxito. Nunca más supe de "Efpeum", quedó en manos de los productores que la habrán enlatado y la tendrán debajo de un escritorio como hacen todos los negociantes en películas por estos lados del Atlántico... »
— Mauricio Odremán Nieto

« ...À cette époque, j'ai terminé le tournage du film de science-fiction. Lors de la première, dans ce lieu sinistre qu'est la Cinémathèque, je n'y ai pas assisté physiquement, mais je me suis retiré et, de loin, j'ai essayé d'écouter les commentaires. "Le film le plus fou de l'année", ont dit certains, mais personne n'a compris l'entreprise de l'architecte avec sa structure fonctionnelle pour se retrouver soi-même. Tout le monde riait aux éclats et le public semblait s'amuser beaucoup. Mon intention n'était pas de faire un film comique, mais c'est ce qui s'est passé et c'est ce qui a fait le succès du film. Je n'ai plus jamais entendu parler d'EFPEUM, il est resté entre les mains des producteurs qui ont dû le ranger sous un bureau, comme le font tous les hommes d'affaires du cinéma de ce côté-ci de l'Atlantique... »
En 1966, la Cinemateca Nacional de Venezuela a été fondée et Margot Benacerraf en a été la première présidente.

### Années 1970 et 1980: le nouveau cinéma vénézuélien

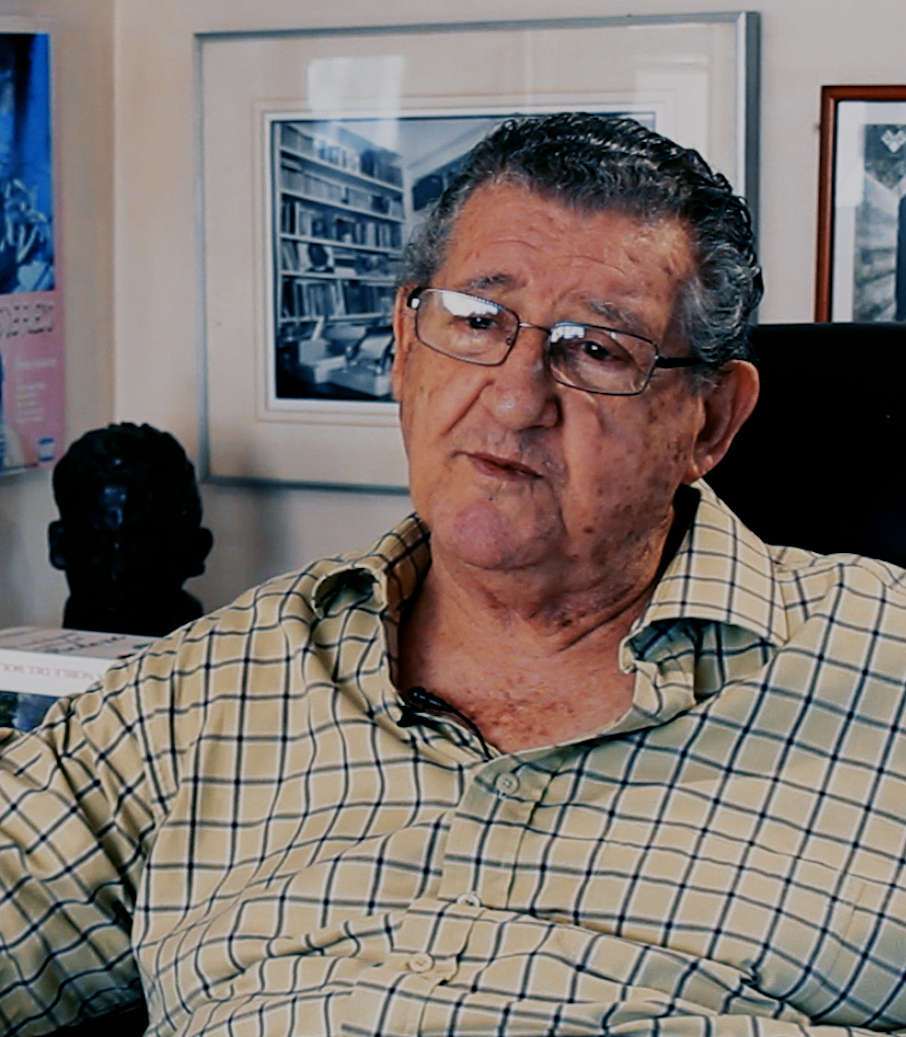
Le réalisateur Román Chalbaud.

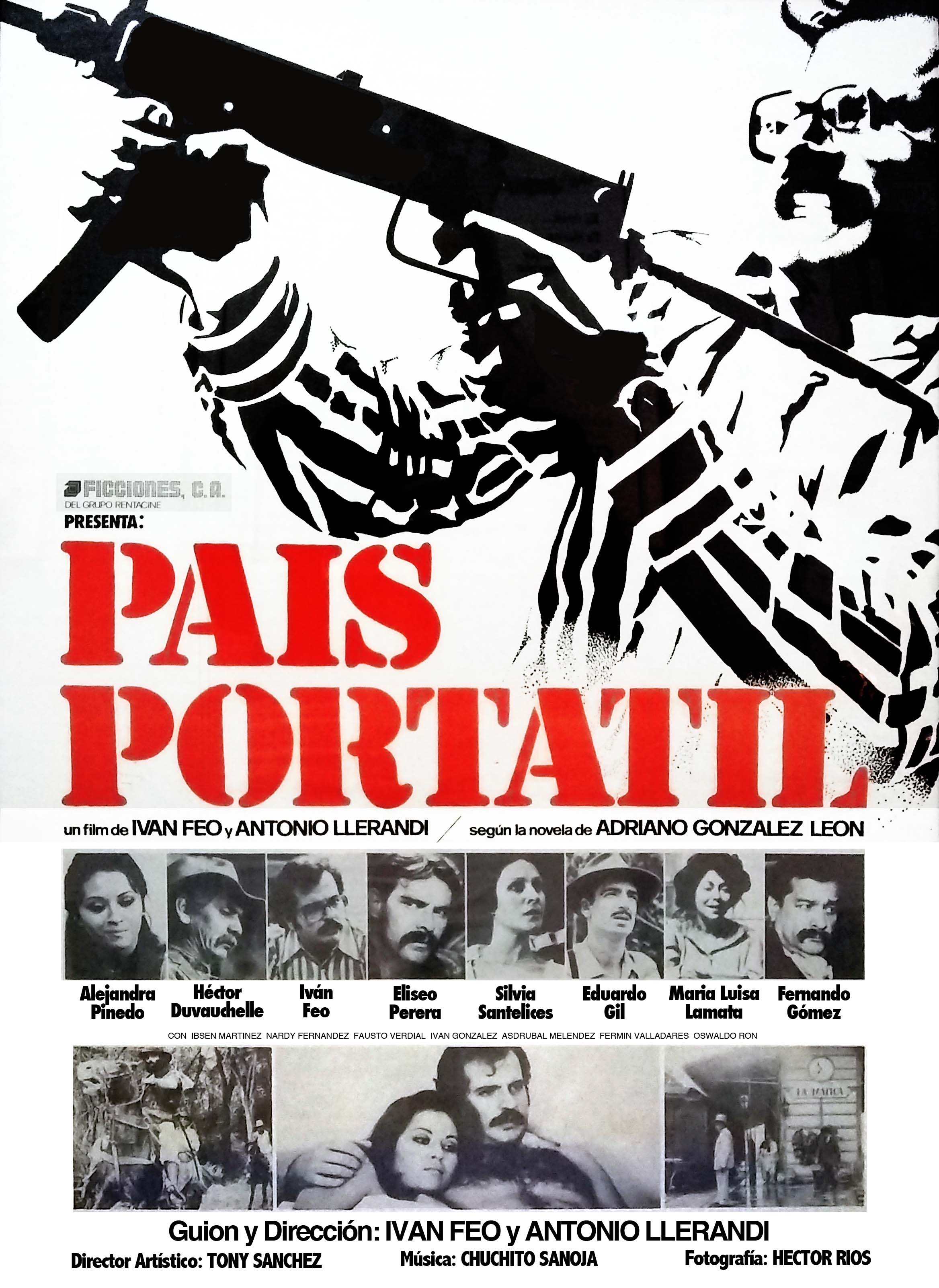
L'affiche de ' (1979).

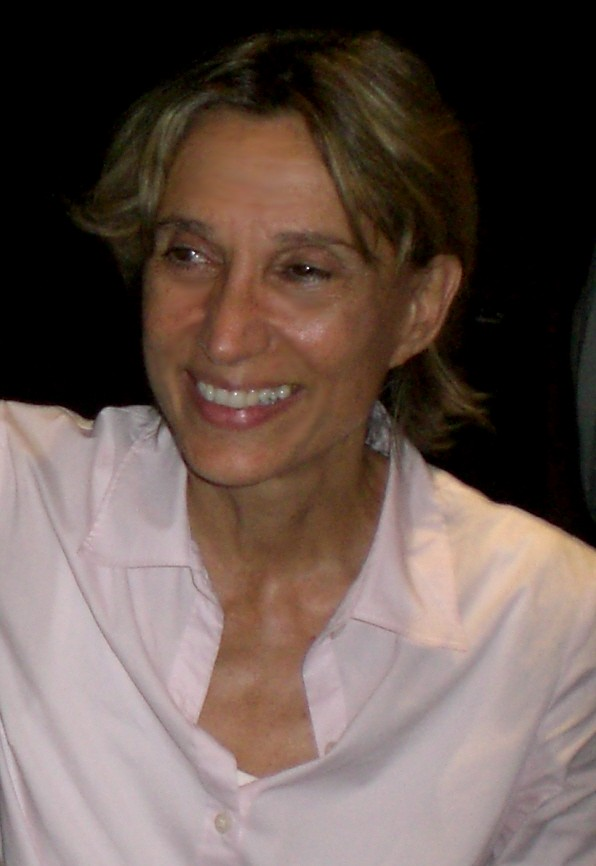
La réalisatrice Fina Torres.

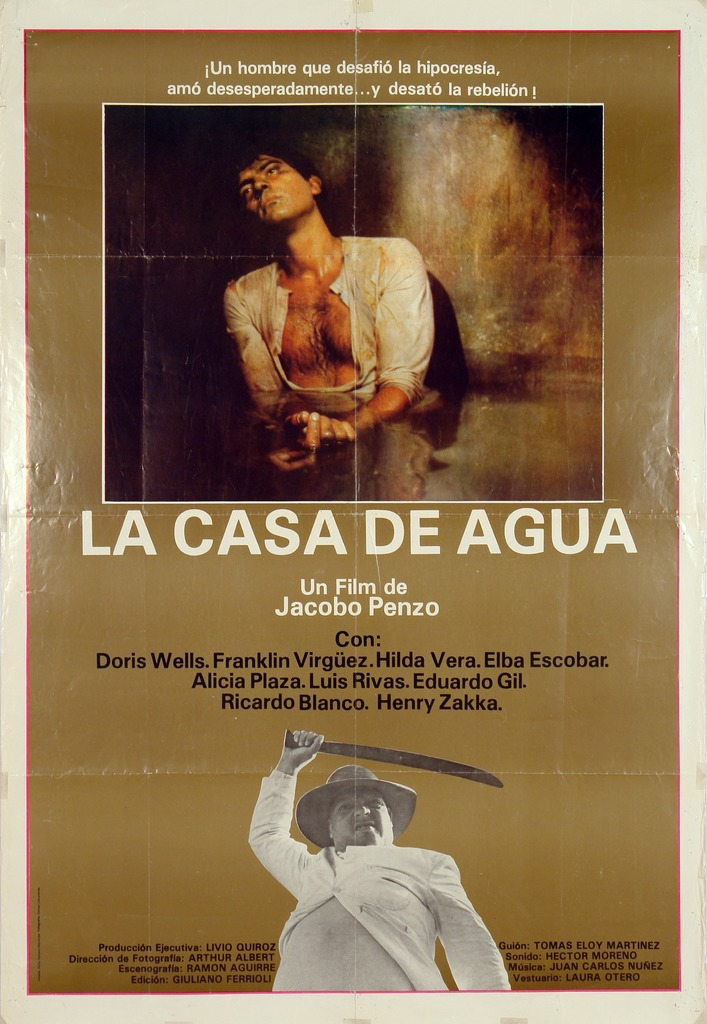
L'affiche de ' (1983).

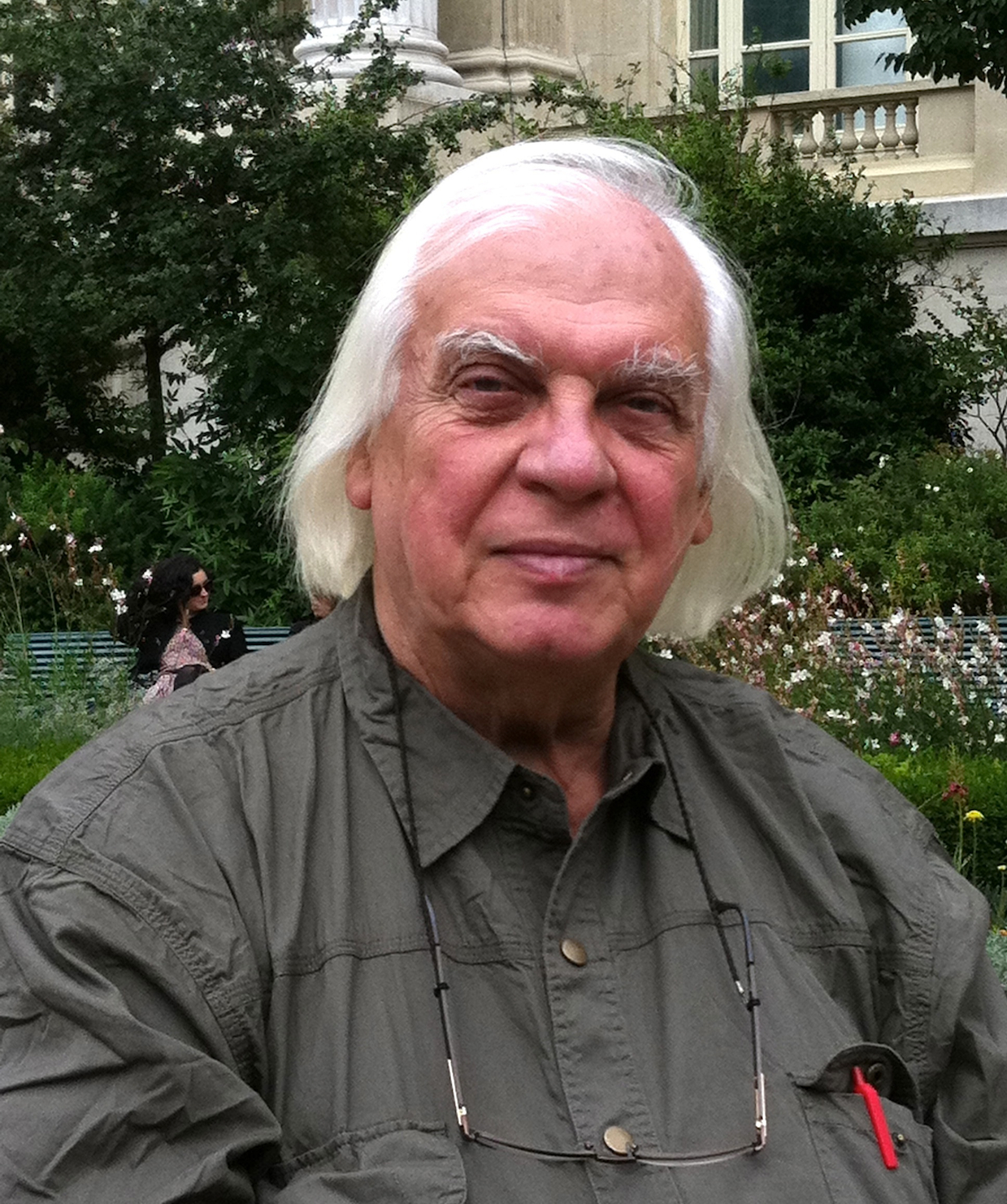
Le réalisateur Atahualpa Lichy.

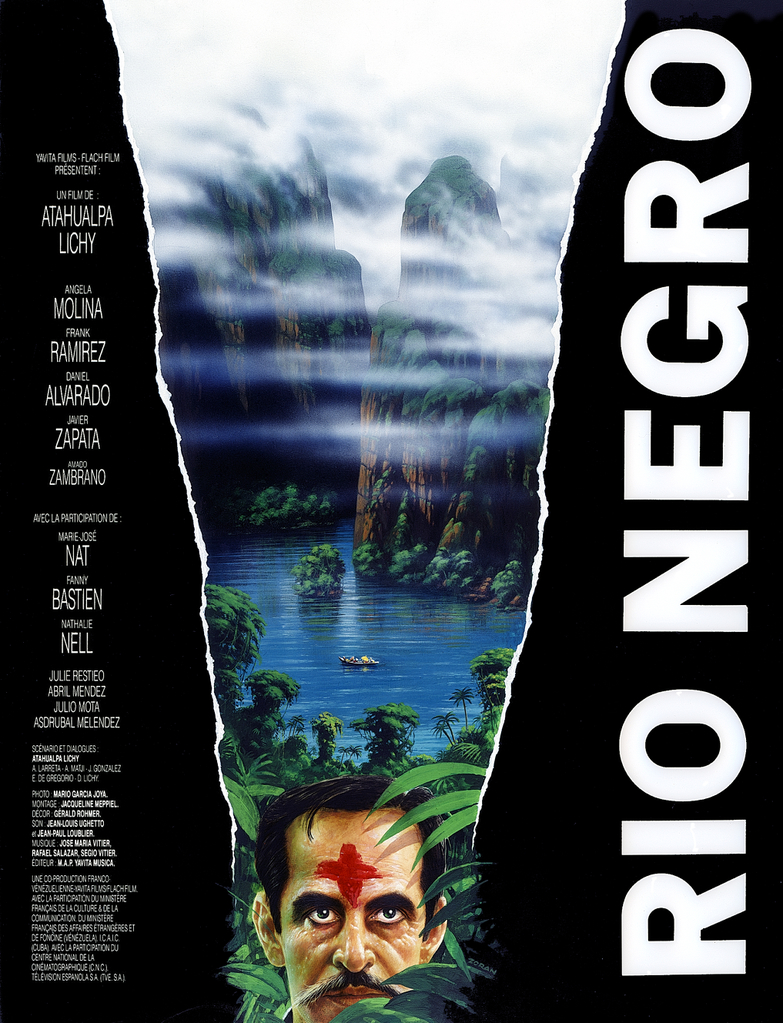
L'affiche de Rio Negro (1990).

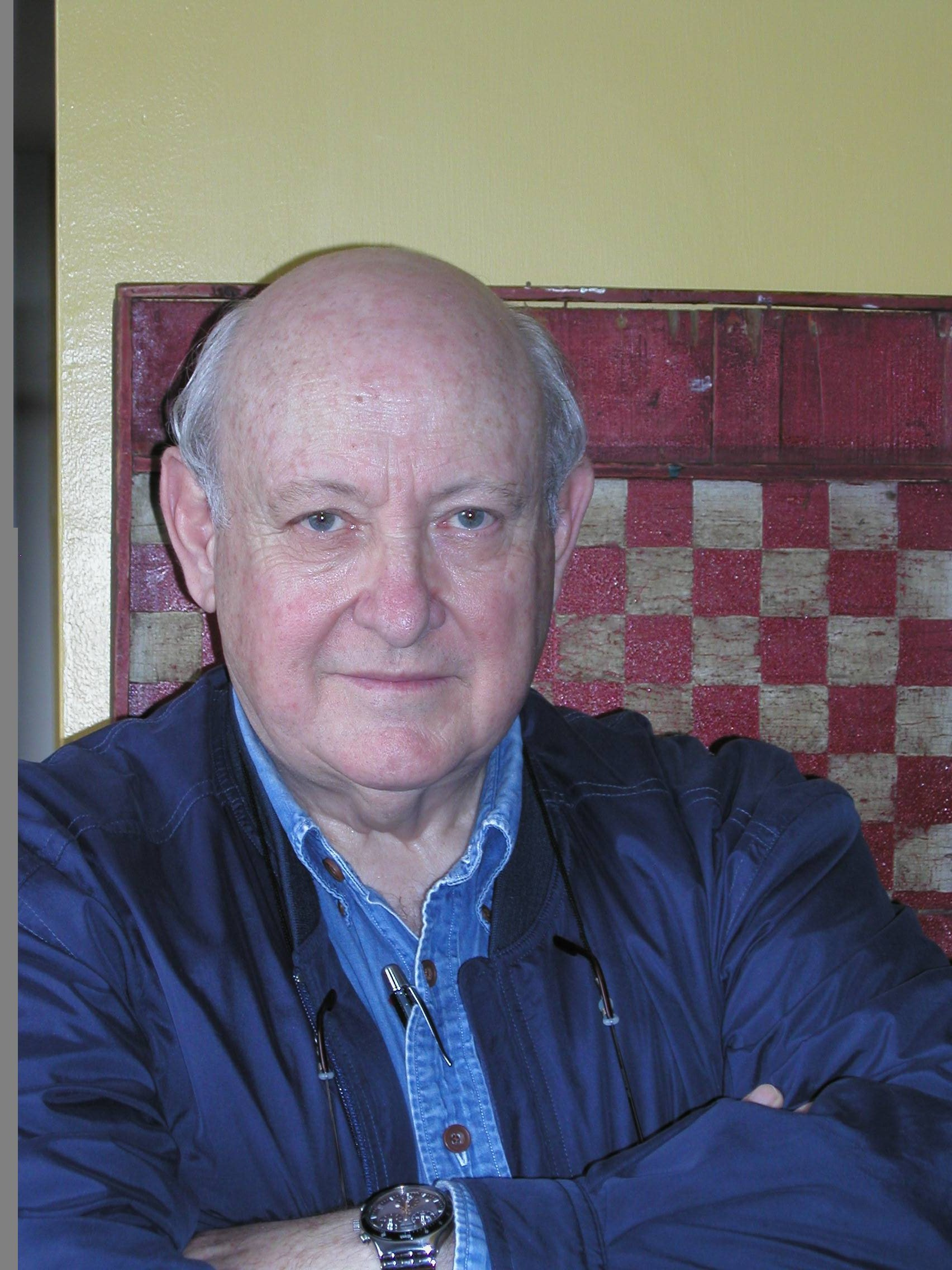
Le réalisateur Luis Armando Roche.

Selon la professeure Julianne Burton-Carvajal, si « le cinéma vénézuélien a commencé sporadiquement dans les années 1950, il n'a émergé en tant que mouvement culturel national qu'au milieu des années 1970 », lorsqu'il a obtenu le soutien de l'État et que les auteurs ont pu produire des œuvres. Les coproductions internationales avec l'Amérique latine et l'Espagne se sont poursuivies à cette époque et au-delà, et les films vénézuéliens de cette période ont fait partie des œuvres du Nouveau cinéma latino-américain (es). Cette période est connue comme l'âge d'or du cinéma vénézuélien, et a été massivement populaire malgré une période de bouleversements sociaux et politiques.
Au cours des années 1970, des cinéastes de l'envergure de Mauricio Walerstein, Franco Rubartelli, Jorge Sanjinés, Joseph Novoa (es), Alejandro Saderman (es), Pablo de la Barra (es), Alberto Monteagudo, Oscar Molinari et Félix Nakamura ont émigré au Venezuela.
En 1973, le film Cuando quiero llorar, no lloro (es) de Mauricio Walerstein, inspiré du roman éponyme de Miguel Otero Silva, a obtenu un succès public sans précédent, ce qui a déclenché l'essor de ce que l'on appelle le Nouveau cinéma vénézuélien, un courant de cinéma social dans les années 1970, dont les principaux cinéastes étaient, outre Walerstein, Román Chalbaud (en particulier avec son film El pez que fuma), et dont les interprètes principaux étaient les acteurs Orlando Urdaneta, Hilda Vera (es), Haydée Balza (es), Miguel Ángel Landa (es) et Chelo Rodríguez (es) ; Clemente de la Cerda (es) avec Soy un Delincuente (es) ; Alfredo J. Anzola (es) avec Se solicita muchacha de buena presencia y motorizado con moto propia (es), Alfredo Lugo (es) avec Los muertos sí salen (es) et Los tracaleros ; Luis Armando Roche avec El cine soy yo (es), Iván Feo (es) avec País portátil (es).
1977 a été l'une des années clefs de ce que l'on appelle l'âge d'or du cinéma vénézuélien (1973 - 1987), avec la sortie de 29 longs métrages, dont des classiques tels que El pez que fuma de Román Chalbaud, Se solicita muchacha de buena presencia y motorizado con moto propia (es) d'Alfredo J. Anzola, El cine soy yo (es) de Luis Armando Roche, Adiós, Alicia de Santiago San Miguel, Queridos compañeros de Pablo de la Barra, Puros hombres de César Cortez, Se llamaba SN de Luis Correa, Reincidente de Clemente de la Cerda et Los tracaleros d'Alfredo Lugo, ce qui a fait du Venezuela le troisième pays d'Amérique latine avec la plus grande production cinématographique, seulement dépassé par le Mexique et le Brésil, une croissance de l'industrie qui s'est avérée éphémère plus tard, avec un déclin au milieu des années 1980.
Cette tendance se poursuivra pendant la majeure partie des années 1980, avec des films comme Oriane (1985) de Fina Torres, Macu, la mujer del policía (es) (1987) de Solveig Hoogesteijn (es), Homicidio culposo (1984) de César Bolívar (es), Petite Revanche (es) (1985) d'Olegario Barrera, La casa de agua (es) (1983) de Jacobo Penzo, Initiación de un shamán (es) de Manuel de Pedro (es), Caño Mánamo (es) de Carlos Azpúrua (es), La oveja negra (es) de Román Chalbaud, La boda de Thaelman Urgelles (es), Macho y hembra de Mauricio Walerstein, Morituri du cinéaste français Philippe Toledano, Aventurera (es) de Pablo de la Barra et La muerte insiste (es) de Javier Blanco. De la fin des années 1970 et des années 1980 datent également les premiers longs métrages expérimentaux de Diego Rísquez, enregistrés en super 8 : Bolívar, sinfonía tropikal (1979), Orinoko, nuevo mundo (1984), Amérika, terra incógnita (1988).
Cette période est également marquée par quelques coproductions avec l'Espagne, telles que Le Pervers (1974) et Vuelve, querida Nati (1976) de José María Forqué, Fin de semana al desnudo (1974) de Mariano Ozores, Sobre la hierba virgen (1975) de Carlos Durán (es), El fascista, la beata y su hija desvirgada (1978) de Joaquín Coll Espona (es), La Fille à la culotte d'or de Vicente Aranda avec Victoria Abril, La casa del paraíso et El señor de los Llanos de Santiago San Miguel et La quinta del porro (1980) de Francesc Bellmunt (es) ; ainsi qu'avec le Royaume-Uni (La Guerre de Murphy  de Peter Yates), avec la France (Le Sauvage de Jean-Paul Rappeneau avec Yves Montand et Catherine Deneuve) et avec le Chili (La Bataille du Chili de Patricio Guzmán).
En 1981 est créé FONCINE, un organisme public chargé de financer le cinéma national.
Une autre année clef de cette période a été 1985, lorsque six films vénézuéliens, La graduación de un delincuente, Macho y hembra, Ya-Koo, Oriane, El atentado (es) et Más allá del silencio, ont figuré parmi les dix films les plus rentables. En fait, la production cinématographique a atteint son apogée en 1984, 1985 et 1986 a été considérée comme l'année la plus lucrative grâce à plus de 4 millions d'entrées pour les films nationaux, selon Venezolanalysis.
Cependant, les problèmes économiques du 18 février 1983, surnommé le « Vendredi noir (es) » se sont rapidement fait sentir, entraînant un déclin progressif du cinéma national.

### Années 1990: Loi sur le cinéma et crise
Après les troubles politiques du début des années 1990, la production cinématographique a eu très peu de revenus, bien qu'elle soit restée relativement forte dans les années 1980 après le Vendredi noir ; FONCINE a reçu un renflouement en 1991 pour relancer l'industrie à plus petite échelle. En 1993, le cinéma vénézuélien a connu ce qui aurait pu être un nouvel essor, car FONCINE a tenté de promouvoir la production cinématographique nationale en quintuplant son financement.
Cependant, au cours de cette période, de grands succès critiques et publics ont été enregistrés, tels que Disparen a matar (es) (1990) de Carlos Azpúrua (es), Jericho (1992) de Luis Alberto Lamata, Rio Negro (1990) d'Atahualpa Lichy, Golpes a mi puerta (es) (1993) d'Alejandro Saderman (es), Sucre (1995) d'Alhida Avila, qui ont même remporté plusieurs prix internationaux.
En 1990, le Premio Nacional de Cine de Venezuela (es) est créé dans le cadre des Premios Nacionales de Cultura de Venezuela (es), la plus haute reconnaissance accordée au Venezuela à diverses personnalités et créateurs artistiques qui contribuent à la création, à la culture, au sauvetage et au maintien de la culture vénézuélienne.
En 1994, la loi nationale sur le cinéma (es) est promulguée, établissant la création du Centro Nacional Autónomo de Cinematografía (es), qui a remplacé l'ancien Foncine. Cependant, le reste de la décennie est caractérisé par une production cinématographique peu abondante, les plus remarquables étant les collaborations d'Elia Schneider (es) et de José Ramón Novoa (es), avec les films Sicario (es) (1994) (l'un des plus grands succès public et critique jusqu'alors), Huelepega: Ley de la calle (es) (1997) et Garimpeiros (1999, également connu sous le nom d'Oro Diablo).

### Années 2000: nouveau siècle, nouvelles technologies
En 2000, le film Manuela Sáenz, du réalisateur Diego Rísquez, a remporté un nouveau succès public pour le cinéma vénézuélien. Cependant, le véritable changement dans le cinéma vénézuélien a pu être observé quelques années plus tard, en 2003, avec la sortie de Yotama se va Volando, de Luis Armando Roche et du Mexicain Rodolfo Espino, le premier film vénézuélien réalisé en cinéma numérique à sortir dans les salles de cinéma commerciales.

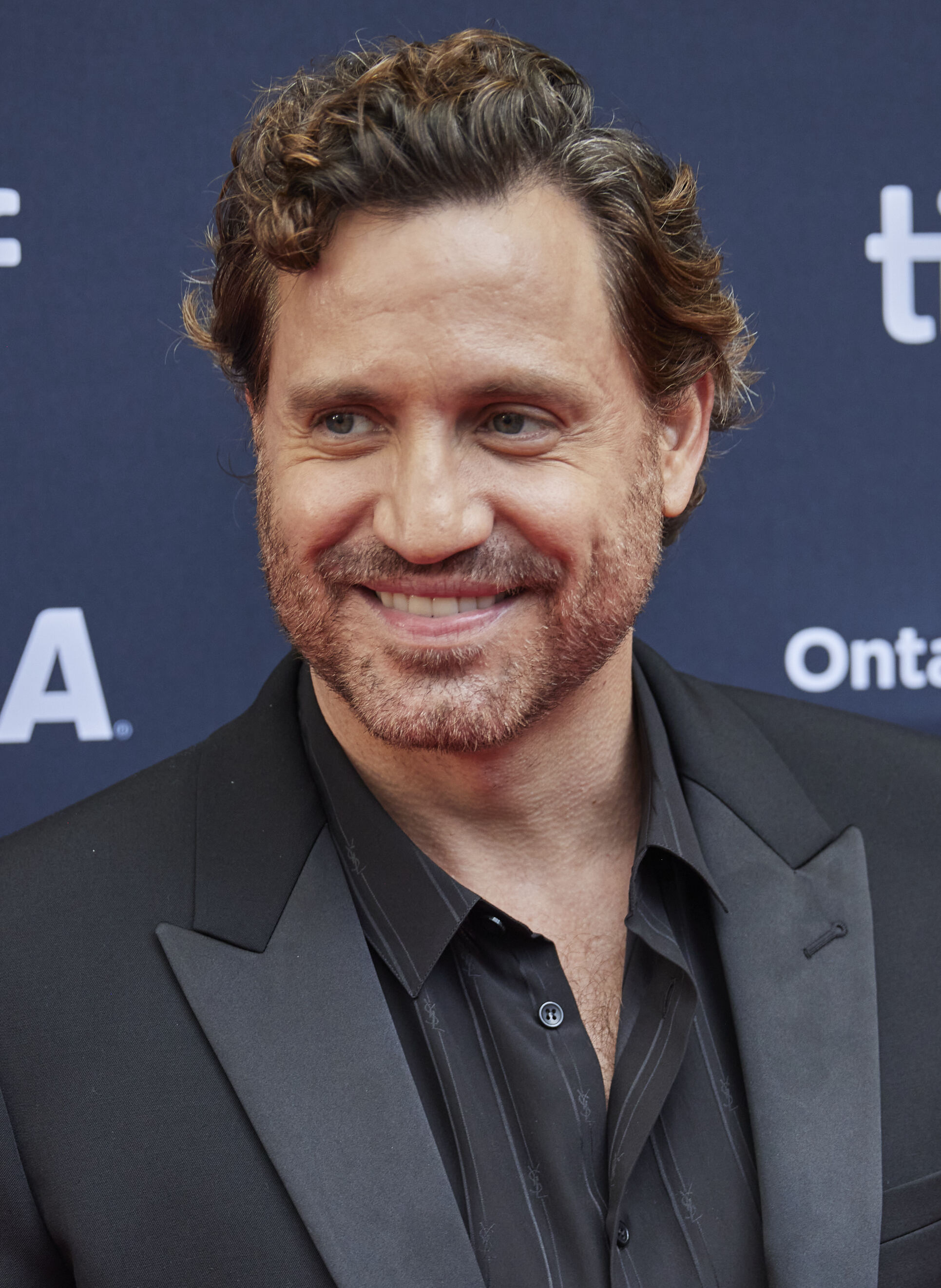
L'acteur Édgar Ramírez.

En 2004 sort Punto y raya (es) d'Elia Schneider avec Roque Valero (es) et Édgar Ramírez, l'un des films les plus remarqués et les plus plébiscités au niveau international,. Le film a remporté quatre prix lors de festivals internationaux.
En 2005, le film Secuestro express, de Jonathan Jakubowicz, est devenu le film national le plus regardé au Venezuela. Sa vente à la société de distribution américaine Miramax pour une distribution mondiale est également considérée comme un grand succès. La façon dont ce film dépeint la violence du pays a fait l'objet de deux actions en justice, l'une demandant la suppression d'une scène spécifique et l'autre accusant Jakubowicz d'encourager la consommation de drogue et d'insulter l'armée et le président Hugo Chávez. La même année est sorti El Caracazo (es) de Román Chalbaud, le film le plus cher de l'histoire du cinéma vénézuélien, mais dont les résultats ont été décevants en salles. En outre, une réforme de la loi nationale sur le cinéma est entrée en vigueur, qui a favorisé certains changements, tels qu'un pourcentage de quota d'écran pour le cinéma vénézuélien, ainsi que l'encouragement d'une plus grande participation des entreprises privées à la réalisation de films par le biais de diverses taxes et incitations fiscales.
En 2006, la Villa del Cine (es) est inaugurée, un complexe cinématographique parrainé par le ministère du pouvoir populaire pour la Communication et l'Information afin de stimuler la production d'œuvres audiovisuelles nationales, qu'il s'agisse de longs métrages, de courts métrages, de documentaires ou de films d'animation, entre autres. Elipsis (es) d'Eduardo Arias-Nath, produit en 2006, est le premier film vénézuélien produit et distribué par la 20th Century Fox. Cette année-là, onze films vénézuéliens sont sortis dans le pays, Francisco de Miranda de Diego Rísquez étant le film qui a rapporté le plus d'argent.
En 2007 est sorti le film Miranda regresa (es), qui raconte l'histoire de Francisco de Miranda, produit par la Fondation Villa del Cine (es), qui dépend du ministère du pouvoir populaire pour la Culture. La même année, John Petrizelli sort son premier film Maria Lionza, tourné dans les montagnes de Sorte (es), qui rend hommage à la divinité féminine María Lionza (es) appartenant au spiritualisme vénézuélien et qui est le produit d'un syncrétisme entre les croyances catholiques, indigènes et africaines.
Ignacio Castillo Cottin (es) présente son premier film, La Virgen Negra (2008), avec la participation de Carmen Maura, Angélica Aragón, Matheus Nachtergaele et Carolina Torres,.

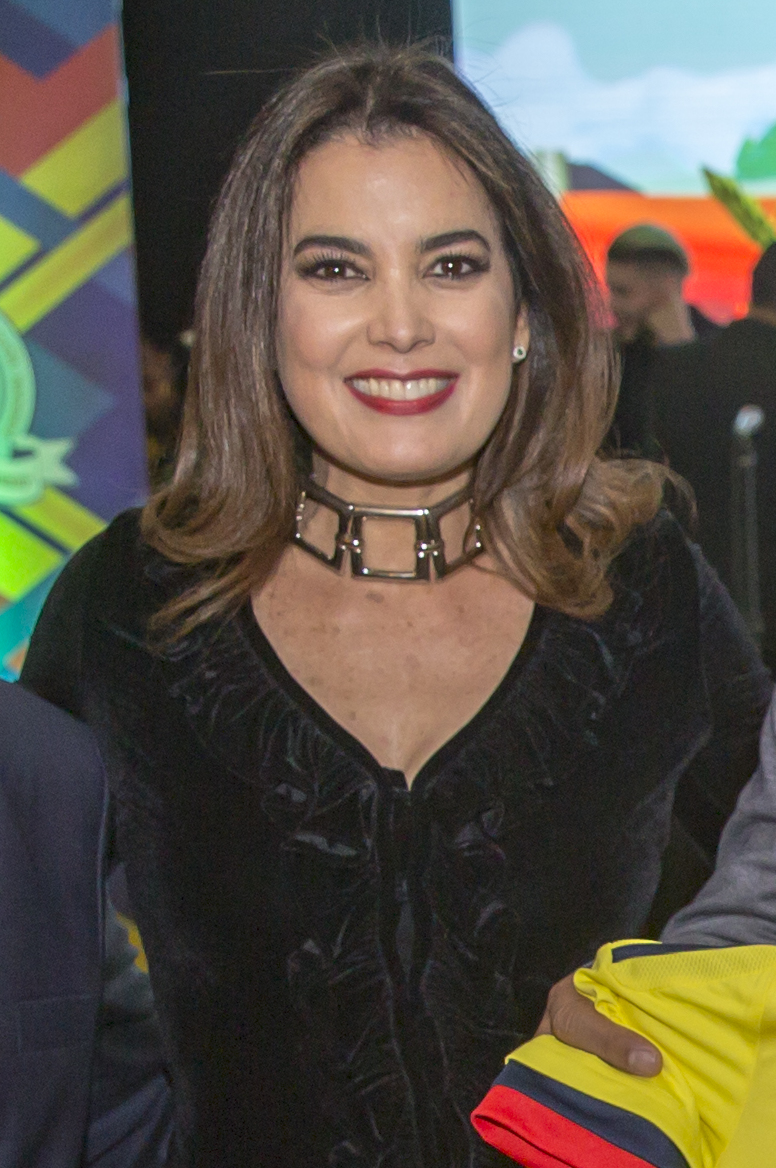
L'actrice vénézuélienne Ruddy Rodríguez, qui joue notamment dans Venezzia (2009).

En 2008, le court métrage El Café de Lupe, de la réalisatrice Mariana Fuentes, devient le court métrage vénézuélien le plus accepté dans les festivals de cinéma, participant à plus de 30 festivals nationaux et internationaux. Le film est interprété par certains des acteurs vénézuéliens les plus en vue, notamment Elba Escobar, Mimí Lazo, Erich Wildpret (es) et Gonzalo Cubero. Ce court métrage a été entièrement financé par le CNAC.
En 2009, des films tels que Día Naranja (Alejandra Szeplaki), Libertador Morales, el Justiciero (es) (Efterpi Charalambidis (es)), le documentaire Swing con son (Rafael Marziano), Un lugar lejano (José Ramón Novoa), Zamora (Roman Chalbaud), le documentaire FANtasmo (Jonás R. G.) et le documentaire Memorias del gesto (Andrés Agusti) ont été diffusés, parmi de nombreuses autres productions indépendantes. L'événement national et international de cette année est Venezzia (es), réalisé par Haik Gazarian. Il s'agit du film le plus cher du cinéma vénézuélien (son budget aurait dépassé le million de dollars), qui raconte une histoire peu connue : celle de l'approvisionnement en pétrole du Venezuela pendant les années de la Seconde Guerre mondiale, dans le cadre d'une histoire d'amour. Venezzia a accumulé 15 prix dans le monde entier lors de festivals du film, ce qui en fait la production cinématographique vénézuélienne la plus reconnue et la plus regardée au cours des dix dernières années. La première du film a lieu au Mexique en janvier 2011, puis en Équateur et dans des villes hispaniques aux États-Unis.

### Années 2010 et 2020: internationalisation et nouvelle crise

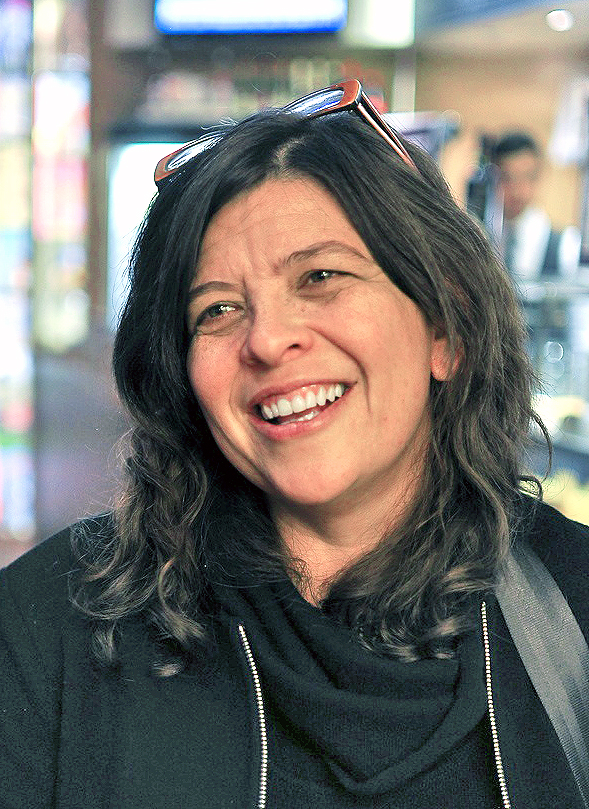
La cinéaste, auteure notamment Cartes postales de Leningrad (2007) et Pelo malo, cheveux rebelles (2013).

Le 2 juin 2010, le président Hugo Chávez a déclaré une « guerre économique » en raison des pénuries croissantes au Venezuela. La crise s'est intensifiée sous le gouvernement de Nicolás Maduro, aggravée par la chute des prix du pétrole au début de l'année 2015,, en raison d'une baisse de la production pétrolière du Venezuela due à un manque d'entretien et d'investissement, entraînant une crise pétrolière majeure. La crise économique vénézuélienne a notamment entraîné une crise sociale et le départ de nombreux réfugiés vénézuéliens. Les sanctions américaines et européennes ont également eu un impact majeur sur le pays. Cette crise a été progressive et ne s'est pas reflétée dans le cinéma des premières années des années 2010. En fait, selon Carlos Malavé, vice-président de l'Académie des arts et des sciences cinématographiques du Venezuela (ACACV), « entre 2009 et 2013, ce furent des années splendides pour le cinéma vénézuélien. De nombreux films ont été produits et ont remporté des prix lors de festivals du film tels que ceux de Venise et de Saint-Sébastien. Ces années ont également été importantes pour le marché national, avec des films qui ont attiré entre 400 et 600 000 spectateurs et jusqu'à 2 millions dans un cas, avec Papita, maní, tostón.
En 2010, par exemple, il y a eu de grands films comme Hermano du réalisateur Marcel Rasquin, qui a remporté le prix du meilleur film au festival du film de Moscou. Ce film a également été sélectionné par le Venezuela pour les Oscars en tant que meilleur film étranger. Cheila, una casa pa' maita (es) d'Eduardo Barberena a remporté le plus grand nombre de prix au Festival del Cine Venezolano 2009 : « Meilleur film », « Meilleure actrice principale », « Meilleure actrice dans un second rôle », « Meilleur scénario » et « Meilleur réalisateur » (partagé avec César Bolívar), ainsi que le « Prix du public ». Il y a aussi Habana Eva (es), avec Juan Carlos García (es), Prakriti Maduro et réalisé par Fina Torres, qui a remporté le prix du « Meilleur film international » au Festival international du film latino de New York (en) 2010, le premier festival où le long métrage a été présenté. La hora cero (es) de Diego Velasco, sur une musique de Freddy Sheinfeld et Gabriel Velasco, avec Zapata 666, Erich Wildpret (es), Marisa Román (es), Albi de Abreu, entre autres, entrera dans l'histoire comme un classique de 2010,.

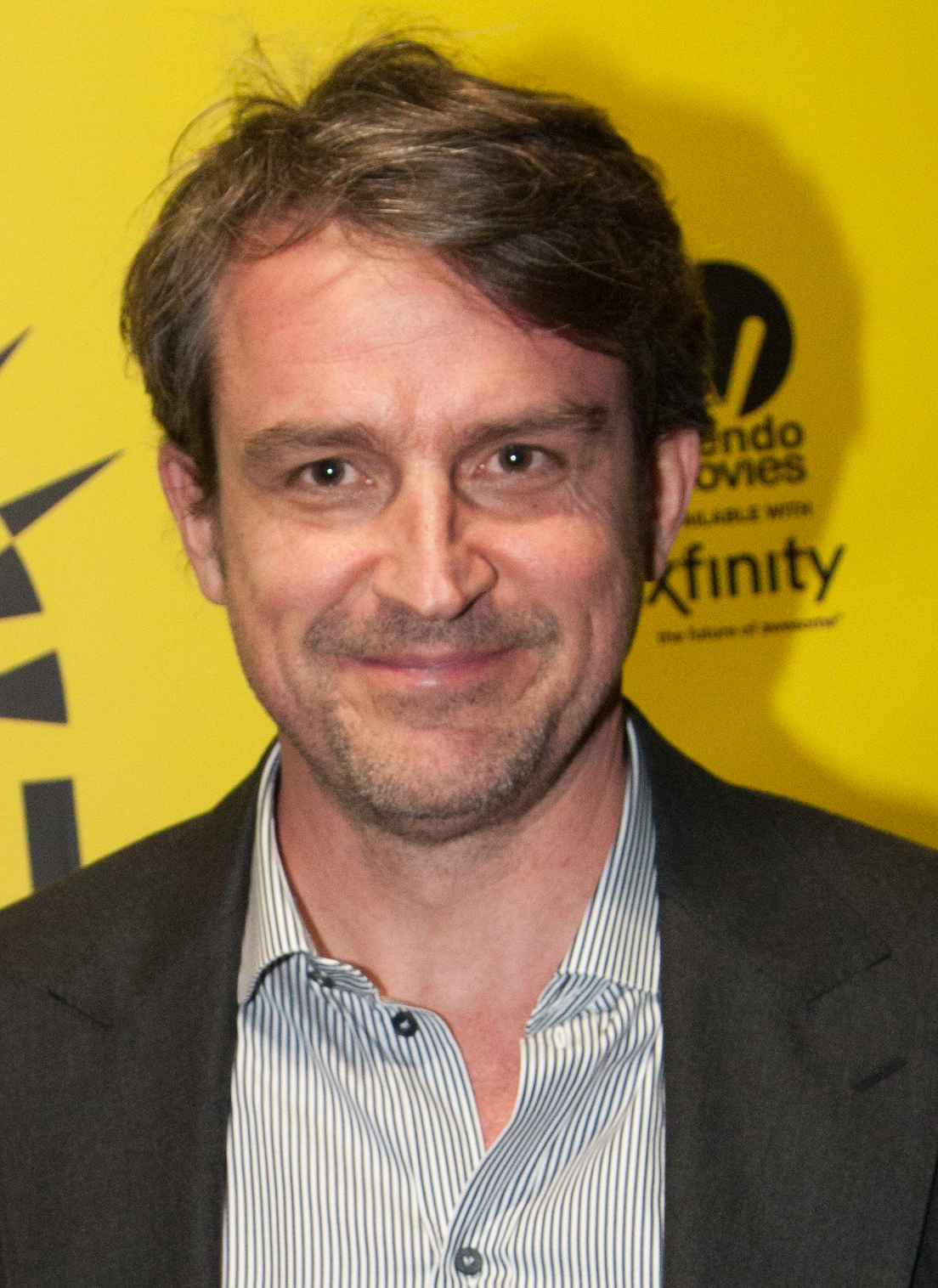
Lorenzo Vigas, réalisateur du film à succès Les Amants de Caracas (2015).

En 2011, le film El chico que miente de Marité Ugás a attiré l'attention du public national et des sélectionneurs de la Berlinale, devenant ainsi le premier film vénézuélien à participer à une compétition aussi prestigieuse. La même année, les films Reverón (Diego Rísquez) et El rumor de las piedras (Alejandro Bellame Palacios) ont remporté respectivement sept et six prix au Festival del Cine Venezolano de Mérida.
En 2012, El misterio de las lagunas. Fragmentos andinos d'Atahualpa Lichy est le documentaire vénézuélien le plus sélectionné dans les festivals étrangers (23 festivals, dont : Festival des films du monde de Montréal ; Bafici, Argentine ; Busan, Corée du Sud ; Guadalajara, Mexique ; San Juan, Argentine, etc.)
En 2013, le film Pelo malo, cheveux rebelles de la cinéaste Mariana Rondón (es) a remporté la Coquille d'or au Festival international du film de Saint-Sébastien, ainsi que la section Cinéma du monde contemporain au Festival international du film de Toronto. Il est ensuite sorti au Venezuela le 25 avril 2014. En 2014, le documentaire Hay Alguien Allí, réalisé par Eduardo Viloria Daboín et Gioconda Mota, est sorti sur les écrans. Inspiré de faits réels, il s'agit de la première production cinématographique vénézuélienne qui traite de l'autisme ; par ailleurs, le film de Miguel Ferrari, Azul y no tan rosa, devient le premier film vénézuélien à remporter le prix Goya du meilleur film ibéroaméricain. La même année, le film Libertador réalisé par Alberto Arvelo fait partie de la liste des 9 films présélectionnés dans la catégorie du meilleur film en langue étrangère aux Oscars 2014, mais il ne figure pas parmi les 5 finalistes. Il convient de noter qu'il a été présenté en avant-première au Festival international du film de Toronto 2013 et au Venezuela le 24 juillet 2014, le même jour que la commémoration de la naissance du libérateur Simón Bolívar.
En 2015, le film La distancia más larga (es) de la réalisatrice Claudia Pinto (es), sorti en août 2014, a remporté le prix du meilleur premier film ibéro-américain lors de la deuxième édition des prix Platino. En 2015, le film Les Amants de Caracas, premier long métrage de Lorenzo Vigas, est devenu le premier film vénézuélien à faire partie de la sélection officielle de la Mostra de Venise, et remporte le Lion d'or du festival, devenant ainsi le premier film en langue espagnole et latino-américain à le faire. Il a ensuite été présenté au Festival international du film de Toronto dans la section Découverte, au Festival international du film de Saint-Sébastien dans la section Horizontes Latinos, au Festival international du film de Mar del Plata dans la compétition officielle latino-américaine et au Festival du cinéma latino-américain de Toulouse et au Festival international du nouveau cinéma latino-américain de La Havane.

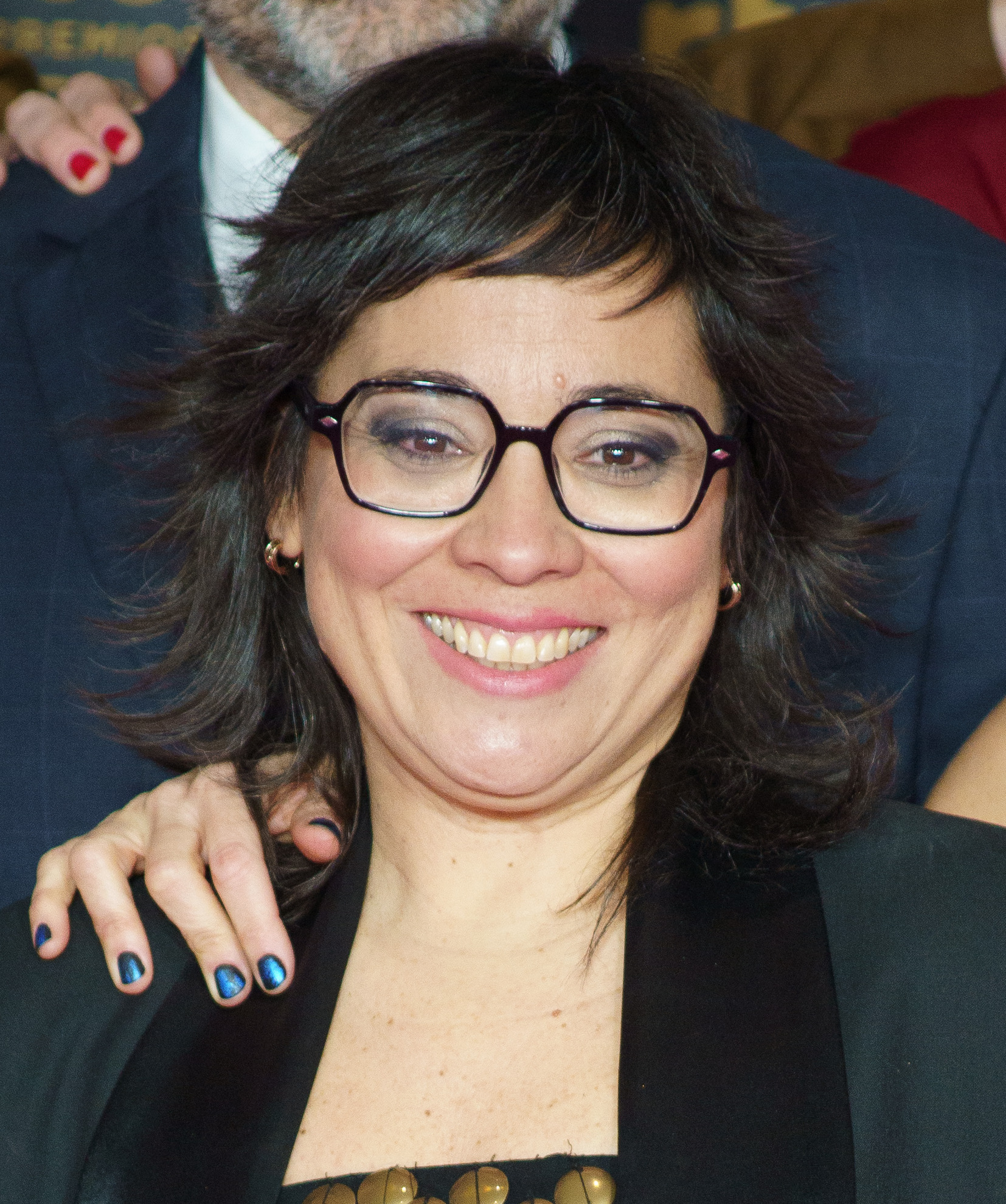
, réalisatrice de ' (2023).

En 2016, le premier film de Jorge Thielen Armand (es), La Soledad (es), a été présenté en avant-première à la Mostra de Venise, avant de concourir dans un certain nombre de festivals internationaux. Armand a fondé avec Rodrigo Michelangeli la société de production canado-vénézuélienne La Faena Films (es), avec des bureaux à Toronto et à Caracas. El Inca (en) (2016) d'Ignacio Castillo Cottin est une histoire d'amour tragique inspirée de la vie du double champion du monde de boxe Edwin Valero, dit « El Inca ». En 2017, il a été nommé par le Venezuela lors de la 89e édition des Oscars et reste le seul film censuré au Venezuela.
Cependant, depuis au moins 2017, le déclin économique du pays a diminué les fonds publics consacrés au cinéma, au point de les rendre pratiquement inexistants. Selon Carlos Malavé, « en ce moment, nous vivons une situation très difficile parce qu'il y a évidemment peu de ressources pour le cinéma. Par exemple, l'Institut du cinéma donne à un producteur l'équivalent de 10 ou 15 dollars pour réaliser un film ». Selon Malavé, cette situation a poussé « les producteurs et autres travailleurs expérimentés de l'industrie à émigrer du pays à la recherche de nouvelles opportunités ».
Certains films récents ont tenté de refléter cette situation de crise et de répression politique, par exemple Simón (es) de Diego Vicentini (es) (nommé pour le 38e prix Goya dans la catégorie du meilleur film ibéro-américain) et Yo y las bestias (es) de Nico Manzano (es). D'autres auteurs vénézuéliens ont obtenu une reconnaissance importante en réalisant des films étrangers, comme Claudia Pinto Emperador (es) avec le film espagnol Mientras seas tú (es) (lauréat du 38e prix Goya dans la catégorie du meilleur documentaire), Patricia Ortega avec Mamacruz (avec une nomination aux Goya), ou Alejandro Rojas et Juan Sebastián Vásquez avec Border Line (trois nominations aux Goya).
En 2019, le réalisateur et producteur Oscar Rivas Gamboa (es) a été le premier à utiliser des smartphones pour le tournage de longs métrages vénézuéliens avec Sergio Guerrero. En 2020, le Festival international du film de Rotterdam a projeté Fortaleza (es) dans la compétition Tiger, le deuxième long métrage de Jorge Thielen Armand (es). Il s'agit du premier film vénézuélien à concourir au festival. Le court métrage Flor de la Mar a été bien accueilli par les critiques de cinéma du monde entier. En pleine pandémie de Covid 19, le cinéaste Ignacio Castillo Cottin (es) produit La Danubio (2020), son premier film documentaire, qui est disponible sur différentes plateformes d'exposition numérique.
En 2022 sort The Exorcism of God (ou en espagnol El exorcismo de Dios) du cinéaste Alejandro Hidalgo (es), une coproduction entre le Venezuela, les États-Unis et le Mexique, avec María Gabriela de Faría dans le rôle principal. Le film est distribué dans plus de 155 pays par la prestigieuse agence de vente internationale XYZ Films, se positionnant comme le long métrage vénézuélien ayant bénéficié de la plus large distribution internationale. Il est également devenu le film vénézuélien le plus rentable de l'histoire au niveau international, avec plus de 2 millions de spectateurs, et remporte le prix « Réussite au box-office international » de ComScore en devenant le film latino-américain le plus rentable de 2022 . Le film est acheté et diffusé aux États-Unis dans certaines salles de cinéma et sur certaines plateformes numériques par Saban Films et le studio Lionsgate L'œuvre a été présentée en première mondiale au Fantastic Fest d'Austin (Texas) et en première européenne au Festival international du film fantastique de Catalogne. Elle a également remporté le prix du meilleur réalisateur lors de la 42e édition du Festival international fantastique de Porto Fantasporto.

## Institutions
- Cinémathèque nationale du Venezuela (1966)
- Centro Nacional Autónomo de Cinematografía (es) (1993)
- Circuito Gran Cine (es) (1996)
- Villa del Cine (es) (2006)

### Distinctions
- Prix Platino - récompenses ibéro-américaines
- Films vénézuéliens candidats aux Prix Goya (es) (Prix Goya du meilleur film ibéroaméricain)
- Films vénézuéliens candidats aux Oscars (Oscar du meilleur film international)